# Малая Парья
Малая Парья — река в России, протекает в Гайнском районе Пермского края. Устье реки находится в 64 км по левому берегу реки Лолог. Длина реки составляет 15 км.
Исток реки у деревни Иванчино в 25 км к юго-западу от села Гайны. Течёт главным образом в южном и юго-восточном направлениях. Приток — Туляч (правый). Впадает в Лолог чуть выше посёлка Сергеевский (Иванчинское сельское поселение).

## Данные водного реестра
По данным государственного водного реестра России относится к Камскому бассейновому округу, водохозяйственный участок реки — Кама от истока до водомерного поста у села Бондюг, речной подбассейн реки — бассейны притоков Камы до впадения Белой. Речной бассейн реки — Кама.
По данным геоинформационной системы водохозяйственного районирования территории РФ, подготовленной Федеральным агентством водных ресурсов:
- Код водного объекта в государственном водном реестре — 10010100112111100002980
- Код по гидрологической изученности (ГИ) — 111100298
- Код бассейна — 10.01.01.001
- Номер тома по ГИ — 11
- Выпуск по ГИ — 1